# Warrensburg (Illinois)
Warrensburg es una villa ubicada en el condado de Macon en el estado estadounidense de Illinois. En el Censo de 2010 tenía una población de 1210 habitantes y una densidad poblacional de 678,06 personas por km².

## Geografía
Warrensburg se encuentra ubicada en las coordenadas 39°55′54″N 89°3′43″O / 39.93167, -89.06194. Según la Oficina del Censo de los Estados Unidos, Warrensburg tiene una superficie total de 1.78 km², de la cual 1.78 km² corresponden a tierra firme y (0%) 0 km² es agua.

## Demografía
Según el censo de 2010, había 1210 personas residiendo en Warrensburg. La densidad de población era de 678,06 hab./km². De los 1210 habitantes, Warrensburg estaba compuesto por el 97.36% blancos, el 0.74% eran afroamericanos, el 0% eran amerindios, el 0.33% eran asiáticos, el 0% eran isleños del Pacífico, el 0.08% eran de otras razas y el 1.49% pertenecían a dos o más razas. Del total de la población el 0.58% eran hispanos o latinos de cualquier raza.